# 野広実由
野広 実由（のひろ みゆ、4月13日 - ）は、日本の漫画家。埼玉県出身。女性。血液型はO型。旧ペンネームは野原 すずかけ（のはら すずかけ）。既婚で、夫はふじひろのペンネームの漫画家だったが現在はラーメン店の店主である。

## 来歴
高校1年生の時よりエニックス（当時）開催のドラゴンクエストシリーズのパロディ4コマ漫画投稿企画『ドラゴンクエスト4コマクラブ』に投稿を始める。会員番号は0381。投稿作品をまとめた単行本『ドラゴンクエスト4コママンガ劇場番外編4コマクラブ傑作集』7巻（1994年発行）「天空の章」にすずかけ名義で4コマ漫画が掲載されたのが、掲載が確認できる最初の作品である。7巻にはすずかけ名義での作品がスライム賞1本を含めて計3本掲載されている。
その後、ペンネームを卯月すずかけ（傑作集8 - 10巻）、野原すずかけ（傑作集11巻）と変えながら投稿を続け、1997年発行の『ドラゴンクエスト4コママンガ劇場』14巻に野原すずかけ名義で初めて参加、デビューを果たす。以降、『ドラゴンクエスト4コママンガ劇場』を始め、エニックスの4コママンガ劇場シリーズなどで活動を続けた。『ドラゴンクエスト4コママンガ劇場』での執筆活動は2003年発行の『ドラゴンクエスト4コママンガ大全集』5巻が最後であり、また同年には『ドラゴンクエストキャラクターズ トルネコの大冒険3 不思議のダンジョン』の短編アンソロジーに1本のショート漫画を描いた。
以降はエニックスを離れ、他社の4コマ漫画雑誌に活動の場を移す。2004年、『COMICぎゅっと!』（平和出版）に「ぽんきゅ!」を1号（創刊号）から3号（休刊号）まで掲載、この時3話目において野広実由にペンネームを変更しており、以降同名義で作品を発表し続けている。「ぽんきゅ!」は後に『まんがドカン小町』（メディアックス）Vol.1において「野広実由コレクション」として再録されている。
2004年ごろより、芳文社や竹書房等の4コマ漫画雑誌を主な活動の場とするようになる。
芳文社では、『まんがタイムジャンボ』において2004年1月号より2005年1月号まで『WWW』を連載。次に代表作となる『パティシエール!』を『まんがタイムジャンボ』において2005年6月号より2008年8月号まで、平行して『まんがタイムファミリー』においても2005年7月号より2008年9月号まで連載し、同作品において初のオリジナル単行本を出すに至る。また、『パティシエール!』の続編となる『ダブルパティシエール!』を『まんがタイムジャンボ』において2008年9月号より2010年3月号まで、平行して『まんがタイムファミリー』においても2008年10月号より2010年4月号まで連載し、『パティシエール!』の開始から数えて足掛け5年の長期連載となった。他にも芳文社の連載では『パティシエール!』『ダブルパティシエール!』の連載と並行して、『まんがタイムスペシャル』にて『なないろレシピ』を2007年9月号より2010年2月号まで連載した。
竹書房では『まんがくらぶオリジナル』2007年5月号にて『うちの姉様』がゲスト掲載される。同作品は同誌2007年9月号より連載に昇格し、2013年5月号まで連載。並行して『まんがライフMOMO』においても2008年10月号にゲスト掲載の後、2009年4月号より2012年7月号まで連載された。なお、『うちの姉様』は『まんがくらぶオリジナル』2009年10月号より2012年4月号まで、同誌の表紙を務めていた。
また芳文社・竹書房の4コマ漫画雑誌各誌においては、連載作品のゲスト読切や新作読切などを時折掲載している。
2013年3月21日に行われたトークイベント「天津向の4コマトーク」Vol.16にゲスト出演した。

## 作品リスト

### 連載作品
平和出版
- ぽんきゅ!（『COMICぎゅっと!』1号（創刊号） - 3号（休刊号）、全3話）- 1-2話は野原すずかけ名義

後に『まんがドカン小町』（メディアックス）Vol.1（2008年2月25日発売）において「野広実由コレクション」として再録。
芳文社
- WWW（『まんがタイムジャンボ』2004年1月号 - 2005年1月号）
- パティシエール!（『まんがタイムジャンボ』2005年6月号 - 2008年8月号、『まんがタイムファミリー』2005年7月号 - 2008年9月号、全4巻）
  - ダブルパティシエール!（『まんがタイムジャンボ』2008年9月号 - 2010年3月号、『まんがタイムファミリー』2008年10月号 - 2010年4月号、全2巻）

『ダブルパティシエール!』は『パティシエール!』の数年後を描いた作品。
- なないろレシピ（『まんがタイムスペシャル』2007年9月号 - 2010年2月号、全1巻）

竹書房
- うちの姉様（『まんがくらぶオリジナル』2007年5月号ゲスト、9月号 - 2013年5月号、『まんがライフMOMO』2008年10月号ゲスト、2009年4月号 - 2012年7月号、まんがライフオリジナル 2009年1月号ゲスト、全7巻）
- 惑い星と花（『まんがライフオリジナル』2011年6月号 - 8月号ゲスト、2012年1月号 - 2013年7月号、全1巻）
- 龍女生徒会っす!（『まんがくらぶオリジナル』2013年6月号 - 2014年12月号）
- ダンナが今日からラーメン屋（『近代漫画』Vol.1[11] - Vol.16、全2巻）

双葉社
- 大正 乙女カルテ（『まんがタウン』2013年2月号[12] - 2015年10月号、全2巻）
- 妄想しがちなすみれさん（『まんがタウン』2016年7月号[13] - 2018年2月号[14]、既刊1巻）
- 兎なりのウサギさん（『月刊まんがタウン』2022年1月号 - 2024年1月号[15]） - ゲスト掲載[16]→2022年4月号から連載[17]

ぶんか社
- 花野さんとの縁結びは難しい（『主任がゆく!スペシャル』連載中、既刊2巻）

KADOKAWA
- やきもの九十九の素敵な食卓（全1巻[18]）

### 読切作品
芳文社
- うぇざーはいつ（『まんがタイムスペシャル』2010年6月号、7月号、8月号）

竹書房
- 浦高ストリート（『まんがライフオリジナル』2010年5月号）
- 埼玉県には何もない（『まんがライフオリジナル』2018年7月号[19] - ） - ゲスト読み切り

このほか、実話系漫画誌やゲームアンソロジーなどに多くの作品を発表している。

### その他
- 『天使の事情』トリビュート（『まんがライフセレクション 天使の事情増刊号』、2014年4月21日[20]） - トリビュート4コマ[20]
- 私の好きなしんちゃん映画（『まんがタウン』2018年7月号[21]） - 「映画クレヨンしんちゃん」シリーズの好きな作品を語る企画[21]。
- 私の大好きなラーメン（『まんがタウン』2023年6月号[22]） - コミックエッセイ[22]。
- 私の好きなパン（『まんがタウン』2023年11月号[23]） - コミックエッセイ[23]。